# Episodi de Il Santo (terza stagione)
La terza stagione della serie televisiva Il Santo è andata originariamente in onda in Gran Bretagna dall'8 ottobre 1964 all'11 marzo 1965 sul network ITV, per un totale di 23 episodi.
| nº | Titolo originale          | Titolo italiano               | Prima TV USA     |
| -- | ------------------------- | ----------------------------- | ---------------- |
| 1  | The Miracle Tea Party     | Te miracoloso                 | 8 ottobre 1964   |
| 2  | Lida                      | Ricatto per Lida              | 15 ottobre 1964  |
| 3  | Jeannine                  | La cara Janine                | 22 ottobre 1964  |
| 4  | The Scorpion              | Lo scorpione                  | 29 ottobre 1964  |
| 5  | The Revolution Racket     | Una rivoluzione poco pulita   | 5 novembre 1964  |
| 6  | The Saint Steps In        | La formula del Dottor Grey    | 12 novembre 1964 |
| 7  | The Loving Brothers       | Fratelli devoti               | 19 novembre 1964 |
| 8  | The Man Who Liked Toys    | L'uomo che amava i giocattoli | 26 novembre 1964 |
| 9  | The Death Penalty         | Condanna a morte              | 3 dicembre 1964  |
| 10 | The Imprudent Politician  | Il politicante prudente       | 10 dicembre 1964 |
| 11 | The Hi-Jackers            | Furto alla base               | 17 dicembre 1964 |
| 12 | The Unkind Philanthropist | Il filantropo scortese        | 24 dicembre 1964 |
| 13 | Damsel in Distress        | Damigella in difficoltà       | 31 dicembre 1964 |
| 14 | The Contract              | Furto all'aeroporto           | 7 gennaio 1965   |
| 15 | The Set-Up                | 5 sterline sul 16             | 14 gennaio 1965  |
| 16 | The Rhine Maiden          | 0.30 Stazione di Offenburg    | 21 gennaio 1965  |
| 17 | The Inescapable Word      | La parola misteriosa          | 28 gennaio 1965  |
| 18 | The Sign of the Claw      | Il segno dell'artiglio        | 4 febbraio 1965  |
| 19 | The Golden Frog           | Le rane d'oro                 | 11 febbraio 1965 |
| 20 | The Frightened Inn-Keeper | La locanda dei fantasmi       | 18 febbraio 1965 |
| 21 | Sibao                     | Sibao                         | 25 febbraio 1965 |
| 22 | The Crime of the Century  | Il colpo del secolo           | 4 marzo 1965     |
| 23 | The Happy Suicide         | Suicidio misterioso           | 11 marzo 1965    |

## Te miracoloso
- Titolo originale: The Miracle Tea Party
- Diretto da: Roger Moore
- Scritto da: Paddy Manning O'Brine

### Trama
Simon Templar smaschera una banda di spie che aveva sviluppato un sistema per lo scambio di documenti e denaro tramite scatole da tè.
- Altri interpreti: Nanette Newman (Geraldine McLeod), Basil Dignam (Comandante Richardson), Robert Brown (Atkins)

## Ricatto per Lida
- Titolo originale: Lida
- Diretto da: Leslie Norman
- Scritto da: Michael Cramoy

### Trama
Alle Bahamas il Santo indaga sulla morte della bella e ricca Lida, vittima di un ricattatore che l'ha portata alla morte.

## La cara Janine
- Titolo originale: Jeannine
- Diretto da: John Moxey
- Scritto da: Harry W. Junkin

### Trama
A Parigi la moglie di un despota orientale esibisce delle stupende perle, che fanno gola a numerosi malfattori. L'intervento del Santo non sventa il furto, ma le perle saranno di aiuto per una buona causa.
- Altri interpreti: Sylvia Syms (Jeannine Rogers), Ric Young (Lo Yung), Martin Miller (Jerome)

## Lo scorpione
- Titolo originale: The Scorpion
- Diretto da: Roy Baker
- Scritto da: Paul Erickson

### Trama
Londra. Uno squallido ricattatore, detto "lo scorpione", terrorizza vari membri della high society londinese, che uccide usando il veleno dello scorpione.
- Altri interpreti: Nyree Dawn Porter (Patsy Butler), Ivor Dean (Ispettore Claude Eustache Teal), Geoffrey Bayldon (Wilfred Garniman)

## Una rivoluzione poco pulita
- Titolo originale: The Revolution Racket
- Diretto da: Pat Jackson
- Scritto da: Terry Nation

### Trama
In un paese sudamericano il Santo si trova invischiato in un traffico d'armi, messo in opera da due fratelli che tramano per rovesciare il governo democratico del paese.

## La formula del Dottor Grey
- Titolo originale: The Saint Steps In
- Diretto da: John Gilling
- Scritto da: John Kruse

### Trama
- Altri interpreti: Geoffrey Keen (Hobart Quennel), Peter Vaughan (Walter Devan), Annette Andre (Madeline Gray), Neil McCarthy (Jim Morgen), Ed Bishop (Cy Imberline)

## Fratelli devoti
- Titolo originale: The Loving Brothers
- Diretto da: John Graeme
- Scritto da: Leslie Norman

### Trama
- Altri interpreti: Ed Devereaux (Wally Kinsall), Annette Andre (Linda Henderson)

## L'uomo che amava i giocattoli
- Titolo originale: The Man Who Liked Toys
- Diretto da: John Gilling
- Scritto da: Basil Dawson

### Trama
- Altri interpreti: Ivor Dean (Ispettore Claude Eustache Teal)

## Condanna a morte
- Titolo originale: The Death Penalty
- Diretto da: Jeremy Summers
- Scritto da: Ian Stuart Black

### Trama
- Altri interpreti: Paul Stassino (Abdul Osman)

## Il politicante prudente
- Titolo originale: The Imprudent Politician
- Diretto da: John Moxey
- Scritto da: Norman Hudis

### Trama
Un ministro con una carriera promettente è vittima di un ricatto sulla sua vita privata. Una banda di truffatori sta cercando di ottenere informazioni che consentano l'insider trading alla Borsa di Londra.
- Altri interpreti: Anthony Bate (Christopher Waites)

## Furto alla base
- Titolo originale: The Hi-Jackers
- Diretto da: David Eady
- Scritto da: Paul Erickson

### Trama
- Altri interpreti: Robert Nichols (Sergente Robert Pargo), Walter Gotell (Hans Lasser), Shane Rimmer (Maggiore Smith)
- Episodio tratto dal secondo racconto di "L'asso dei furfanti" (The Saint in action, 1937).[senza fonte]